# Patrick Nilan
Patrick Nilan   (Sydney, 30 de juny de 1941 - 10 de maig de 2024) va ser un jugador d'hoquei sobre herba australià, que va competir durant les dècades de 1960 i 1970.
El 1964 va prendre part en els Jocs Olímpics d'Estiu de Tòquio, on guanyà la medalla de bronze en la competició d'hoquei sobre herba. Quatre anys més tard, als Jocs de Ciutat de Mèxic, guanyà la medalla de plata en la mateixa prova. La seva tercera i darrera participació en uns Jocs fou el 1972, a Múnic, on fou cinquena.
Durant la seva carrera esportiva va jugar 73 partits internacionals fins al 1972, en què va marcar 11 gols. A nivell de clubs jugà al Glebe Hockey Club de Sydney. El 2019 fou incorporat al Hall of Fame Hockey Australia.